# Nécropole nationale de Sigolsheim
 (avril 2015).
Si vous disposez d'ouvrages ou d'articles de référence ou si vous connaissez des sites web de qualité traitant du thème abordé ici, merci de compléter l'article en donnant les références utiles à sa vérifiabilité et en les liant à la section « Notes et références ».
La nécropole nationale de Sigolsheim est un cimetière militaire français de la Seconde Guerre mondiale situé à Sigolsheim en Alsace, dans le département du Haut-Rhin.
La nécropole a été inaugurée le 2 mai 1965 par le ministre des Anciens Combattants, Jean Sainteny et Mme de Lattre de Tassigny.

## Histoire
C'est le maréchal de Lattre de Tassigny qui est à l'origine de la création de la nécropole de Sigolsheim. 
Au lendemain de la Seconde Guerre mondiale, à la suite du souhait exprimé par le maréchal de Lattre et par l’« Association Rhin et Danube », sous la présidence du général Guillaume, le Ministère des Anciens Combattants et Victimes de Guerre proposa de regrouper les corps des militaires de la 1re armée française en un endroit où les combats avaient été les plus meurtriers. Ainsi, la nécropole fut érigée sur la colline du « Blutberg » (Montagne du sang) en souvenir des combats acharnés de janvier et février 1945, lors de la réduction de la poche de Colmar. 
Le conseil municipal, sous la présidence de son maire Thierry Speitel, a décidé de nommer la route d'accès à la nécropole « Rue du Maréchal de Lattre de Tassigny ».

## Caractéristiques
Parmi les 1 589 militaires « morts pour la France » qui reposent dans cette nécropole de 18 285 m2, on dénombre 792 tombes de militaires maghrébins et 15 tombes de militaires juifs.
« Sur ces pentes des Vosges, dans cette Plaine d'Alsace, par haute neige et vingt degrés sous zéro, des soldats de France, d’Afrique et des États-Unis d’Amérique, amalgamés dans la Première Armée Française sous les ordres du général de Lattre de Tassigny, forcèrent la victoire dans les luttes acharnées de la Bataille de Colmar, 20 janvier au 9 février 1945 »
— Texte rappelant la mémoire des anciens combattants
A proximité de la nécropole, au niveau du parking, a été érigé, en 1995, le monument américain qui fait face à la plaine d'Alsace. Ce monument est dédié à la mémoire des soldats américains morts en Alsace en 1944-1945.

## Filmographie
- La scène finale du film Indigènes de Rachid Bouchareb (2006) montre une vue aérienne de la nécropole.